# (6778) Tosamakoto
(6778) Tosamakoto (1989 TX10) – planetoida z pasa głównego planetoid okrążająca Słońce w ciągu 4,78 lat w średniej odległości 2,84 j.a. Odkryta 4 października 1989 roku.